# 等斑乳突天竺鯛
等斑乳突天竺鯛（学名：Fowleria punctulata），又名大面側仔、大目側仔，为天竺鯛科乳突天竺鯛屬下的一个种。